# Сахаров, Лев Николаевич (композитор)
Лев Никола́евич Са́харов (18 февраля 1902, Китово, Касимовский уезд, Рязанская губерния, Российская империя ― 4 января 1980, Йошкар-Ола, Марийская АССР, РСФСР, СССР) ― советский композитор, музыкальный педагог и общественный деятель. Преподаватель, завуч Марийского техникума искусств (ныне — Марийский колледж культуры и искусств имени И. С. Палантая) (1932―1941, 1945―1962). Организатор и первый председатель Союза композиторов Марийской АССР (1940―1942, 1956―1965). Заслуженный деятель искусств Марийской АССР (1946).

## Биография
Родился 18 февраля 1902 года в селе Китово ныне Касимовского района Рязанской области в русской крестьянской семье.
По окончании начальной школы поступил учиться в Касимовское техническое училище, где был активным участником художественной самодеятельности ― пел в хоре, играл в оркестре народных инструментов. В 1919 году начал трудовую деятельность в качестве учителя начальной школы в д. Давыдово Касимовского уезда Рязанской губернии.
В 1921―1923 годах ― воспитатель детских домов в Касимове и Ярославле.  
В 1926 году окончил Московский государственный музыкальный техникум имени Н. А. Римского-Корсакова, а в 1931 году ― Московскую консерваторию (класс хорового дирижирования Н. М. Данилина и отделение народных инструментов). В 1926―1929 годах ― учитель пения в школах Москвы.
В 1931―1932 годах ― преподаватель Сталинградского музыкального техникума. 
В 1932 году переехал в г. Йошкар-Олу: в 1932―1941 и 1945―1962 годах ― преподаватель музыкально-теоретических дисциплин, завуч Марийского техникума искусств.
В 1937 году подвергся репрессиям: 9 декабря был арестован, находился в заключении более 1-го года. 
В 1940―1942 годах году стал председателем Оргкомитета по созданию Союза композиторов Марийской АССР, который в итоге был создан в 1953 году, в 1956―1965 годах ― председатель правления Союза композиторов МАССР. Вступил в Союз композиторов СССР. В 1942―1945 годах ― концертмейстер и руководитель ансамбля домр Марийской филармонии.
Скончался 4 января 1980 года в Йошкар-Оле. Похоронен на Туруновском кладбище Йошкар-Олы. 

## Музыкальная деятельность
Среди его воспитанников в годы работы в Марийском техникуме искусств  ― марийские композиторы К. Смирнов, А. Луппов, Э. Сапаев, В. Данилов, В. Куприянов, И. Молотов и другие.
Самостоятельно изучил марийский язык и сделал более 300 переводов народных песен луговых мари и песен марийских композиторов И. Палантая,  Н. Арбана, А. Искандарова и других на русский язык.
Является автором песен на стихи марийских поэтов (М. Казаков, Й. Осмин, С. Вишневский, В. Иванов, М. Аюпова, Г. Безруков, В. Зубарев, В. Захаров, Е. Ломакин, Н. Лопатников, С. Савельев, Ю. Ушаков и другие), а также симфонических, инструментальных, вокальных и хоровых сочинений. Автор музыки к драматическим спектаклям Марийского театра драмы имени М. Шкетана: «Иван Шуст» Устинова (1941), «Сёстры» Германа и «Давным-давно» А. Гладкова (1942), «Поднятая целина» Шолохова (1963), «Антоний и Клеопатра» Шекспира (1964) и др.; музыкальных комедий (совместно с Н. М. Арбаном): «Летняя ночь» (1943), «Новые песни» (1953), «Свет и сваха» (1958) и др., а также музыки к спектаклям Марийского театра кукол. 
Известен и как исследователь марийского устного народного творчества, лектор-просветитель, автор музыкально-критических статей. 
В 1946 году присвоено почётное звание «Заслуженный деятель искусств Марийской АССР». Награждён медалями, в том числе медалью «За доблестный труд в Великой Отечественной войне 1941―1945 гг.». Трижды удостоен Почётной грамоты Президиума Верховного Совета Марийской АССР.

## Признание
- Заслуженный деятель искусств Марийской АССР (1946)[1][6]
- Медаль «За доблестный труд в Великой Отечественной войне 1941—1945 гг.» [2]
- Медаль «В ознаменование 100-летия со дня рождения Владимира Ильича Ленина» (1970)
- Почётная грамота Президиума Верховного Совета Марийской АССР (1951, 1957, 1962)[1]